# Інді-рок

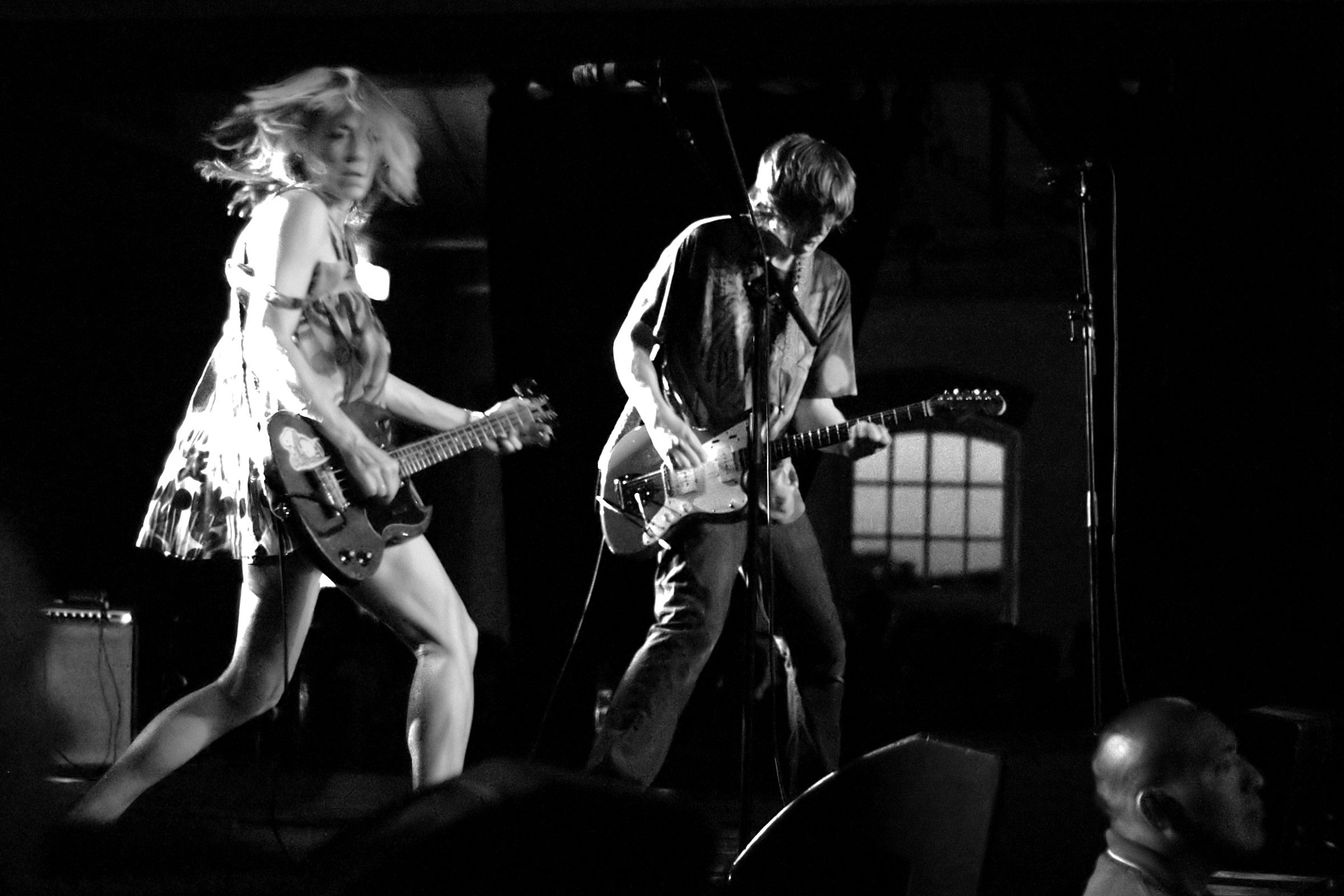
Sonic Youth

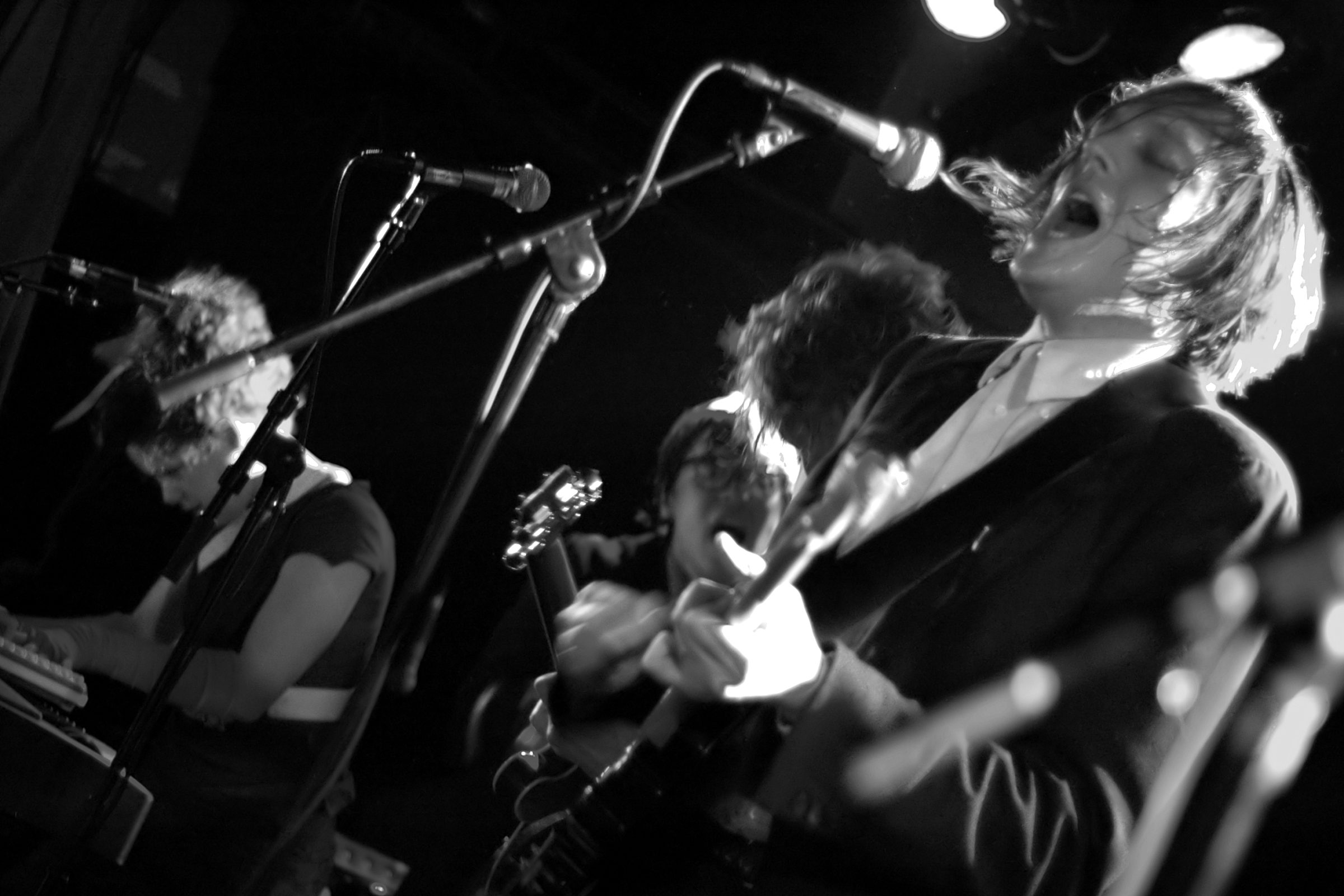
Arcade Fire

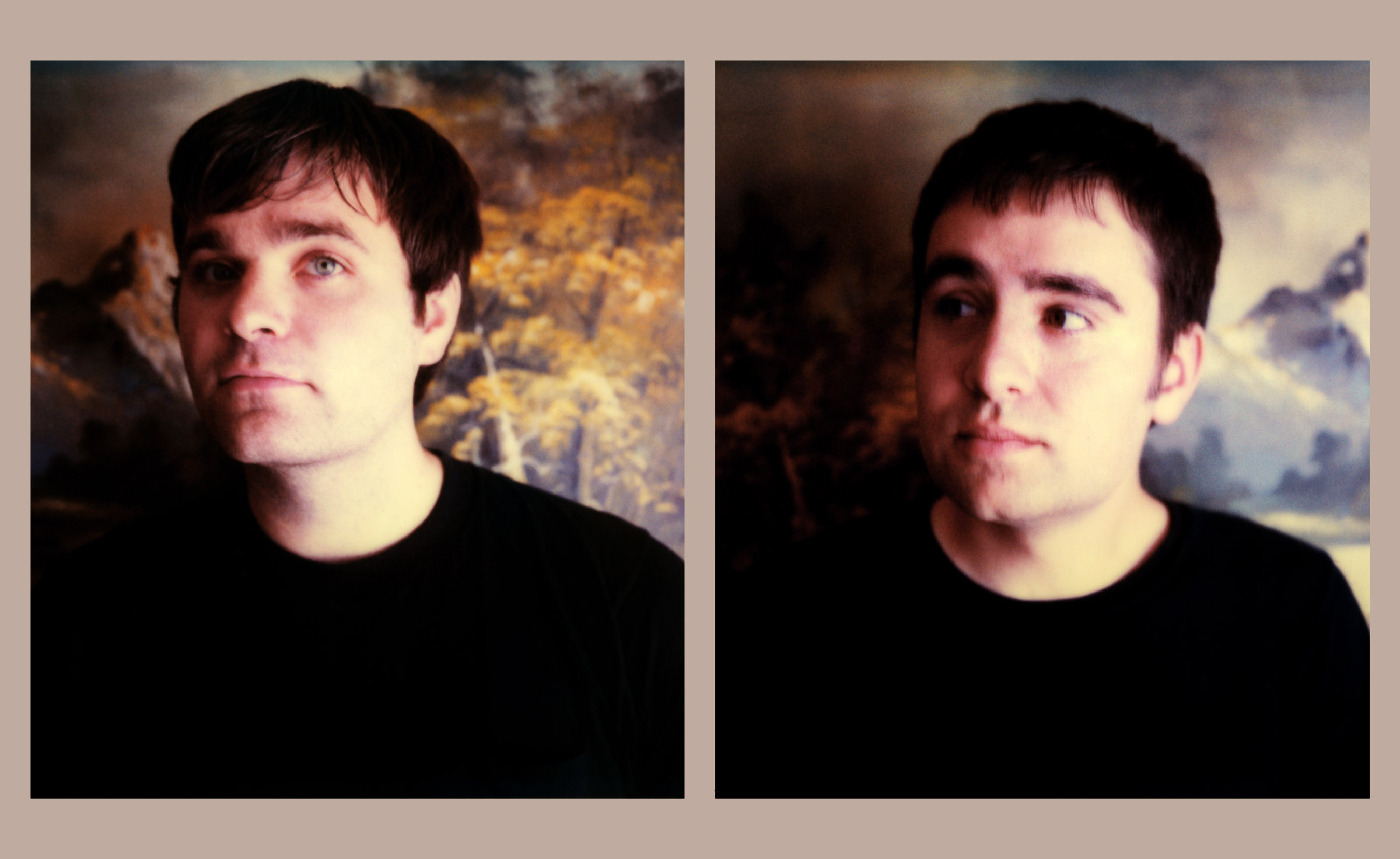
The Postal Service

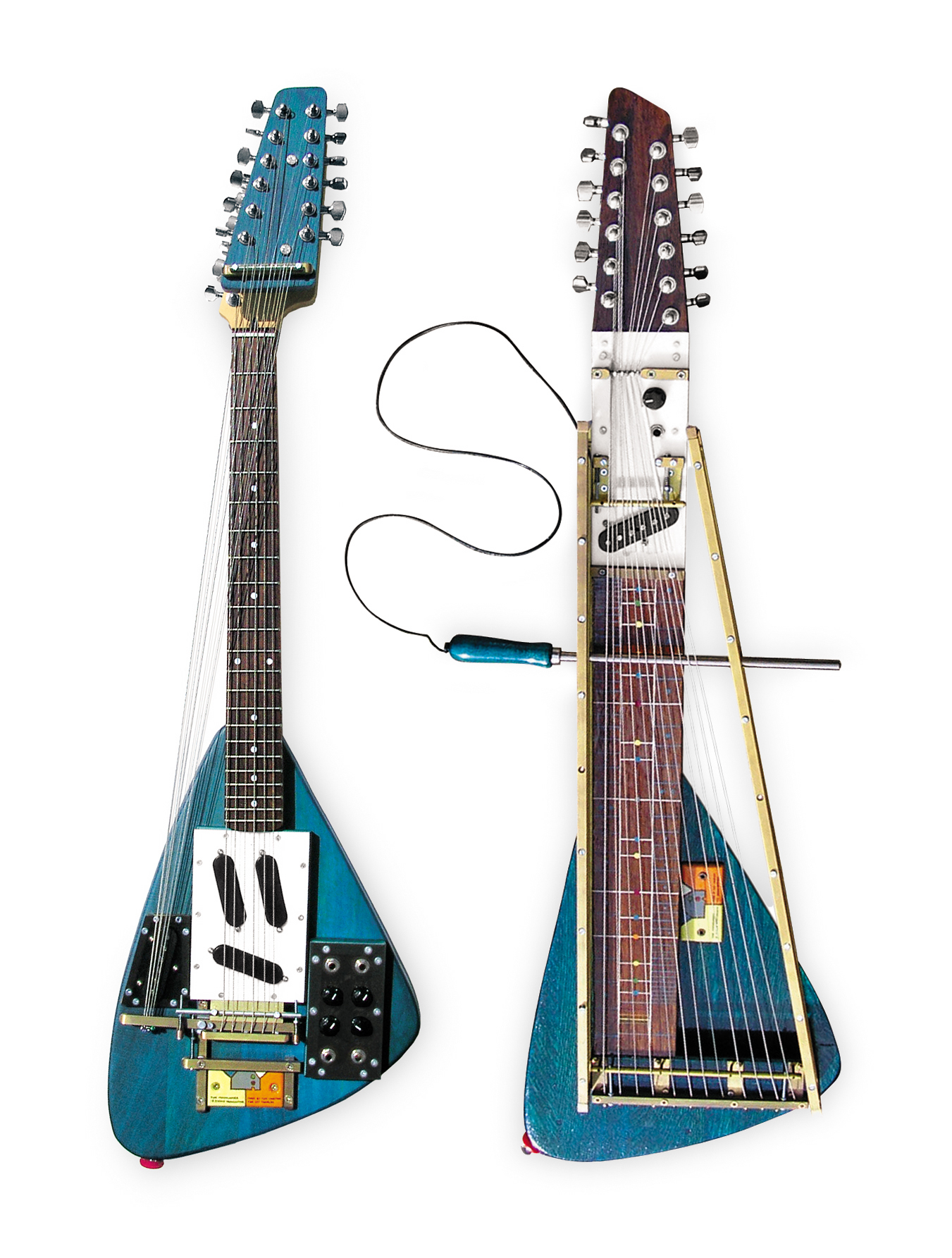
Moonlander, Lee Ranaldo, Sonic Youth & Moodswinger, Liars

Інді-рок (англ. Indie rock) — піджанр альтернативного року. Бере свою назву від слова «незалежний» (independent). Незалежність розглядається в двох аспектах: ідеологія «зроби сам» (DIY = do-it-yourself) і маленькі, низькобюджетні лейбли для випуску музики.
І хоча найбільші інді-лейбли можуть використовувати для дистрибуції допомогу мейджор-лейблів, але сам процес ухвалення рішень залишається автономним. Так, наприклад, в інді-рок надається повна свобода для дослідження і експерименту із звуком, емоціями або лірикою, що не дуже схоже на методи звукозаписних компаній, орієнтованих на мейнстрім, адже тоді вигода починає сильно залежати від особистих переваг людини.
Жанр зародився у Великій Британії, в середині 70-х років. Головним чинником появи стало тимчасове домінування на музичному ринку популярної музики, що не пропонувала нічого, окрім порожнього, але приємного проведення часу. В основу музики "незалежних" ліг пронизливий гітарний "нойз" (шум) "манчестерської школи", крізь який насилу пробивався тужливий і мелодійний вокал.
Інді це, по суті, той ж гаражний рок, але основна його відмінність те, що він перекочував з підвалів і гаражів на невеликі концертні майданчики й вулиці. Спочатку інді слухало тільки невелике коло людей (в силу невідомості лейблів, на яких записувалася інді музика), але вже до початку 80-х положення змінилося. Інді пішов в маси. По всій Великій Британії з'явилася безліч прихильників жанру, майже в кожному місті був (як мінімум) один інді-гурт. Розвитку цієї музики допомогла і простота музикантів. Вони як і їхня аудиторія - вихідці з середнього класу, коледжів.
Інді-рок розділяє точки зору панк-спільноти щодо комерціалізації, але в середовищі інді головне те, що практично неможливо змусити інді-рок змінюватися, переймати смаки і тенденції мейнстріму. Існує стільки ж причин цієї несумісності, скільки й інді-рок-гуртів. Наприклад, музика може бути дуже химерною і ексцентричною, дуже простою, дуже таємничою, дуже емоційною або меланхолійною, дуже м'якою і ніжною, дуже мрійливою і такою, що гіпнотизує, дуже особистою або з дуже відвертою лірикою, дуже погано записаною або дуже малобюджетною, дуже сирою або розмитою, такою, що косить під гітарний нойз  Sonic Youth Dinosaur Jr Pixies Jesus & Mary Chain, Blonde Redhead, Enon, Lightning Bolt, Half Japanese, Sebadoh; дуже різаною за структурою, дуже новаторською або експериментальною. Але відносно особливостей музики, вона робиться аутсайдерами для аутсайдерів  як і альтернатива свого часу. Тому в ній значно менше «тестостерона», ніж у мейнстрімі. Звичайно, це не означає, що інді-рок не може бути могутнім і дієвим за звучанням, таке рідкісне, але буває, коли за справу беруться мачо. У 90-х інді-рок породив підстилі (інді-поп, дрім-поп, нойз-рок, лоу-фай, мат-рок, пост-рок, седкор і емо), які додають стабільність цьому андеграундному явищу.

## Відомі інді-рок гурти
- Vivienne Mort
- Imagine Dragons
- Kaleo
- Balthazar
- City Of The Sun
- The Smiths
- Pixies
- Алдос Гардінг
- Athlete
- Arcade Fire
- Arctic Monkeys
- Pavement
- Coldplay
- Interpol
- Kaiser Chiefs
- Kasabian
- The Killers
- The White Stripes
- Franz Ferdinand
- The Kooks
- The Tallest Man on Earth
- The xx
- Nada Surf
- Florence and the Machine
- The Neighbourhood
- Бен Говард

Найвідомішими українськими інді-гуртами вважаються «Один в каное», «Esthetic Education», «Крихітка», «Vivienne Mort» , «FRANCO» та «Валентин Стрикало».